# Kloster Magherabeg

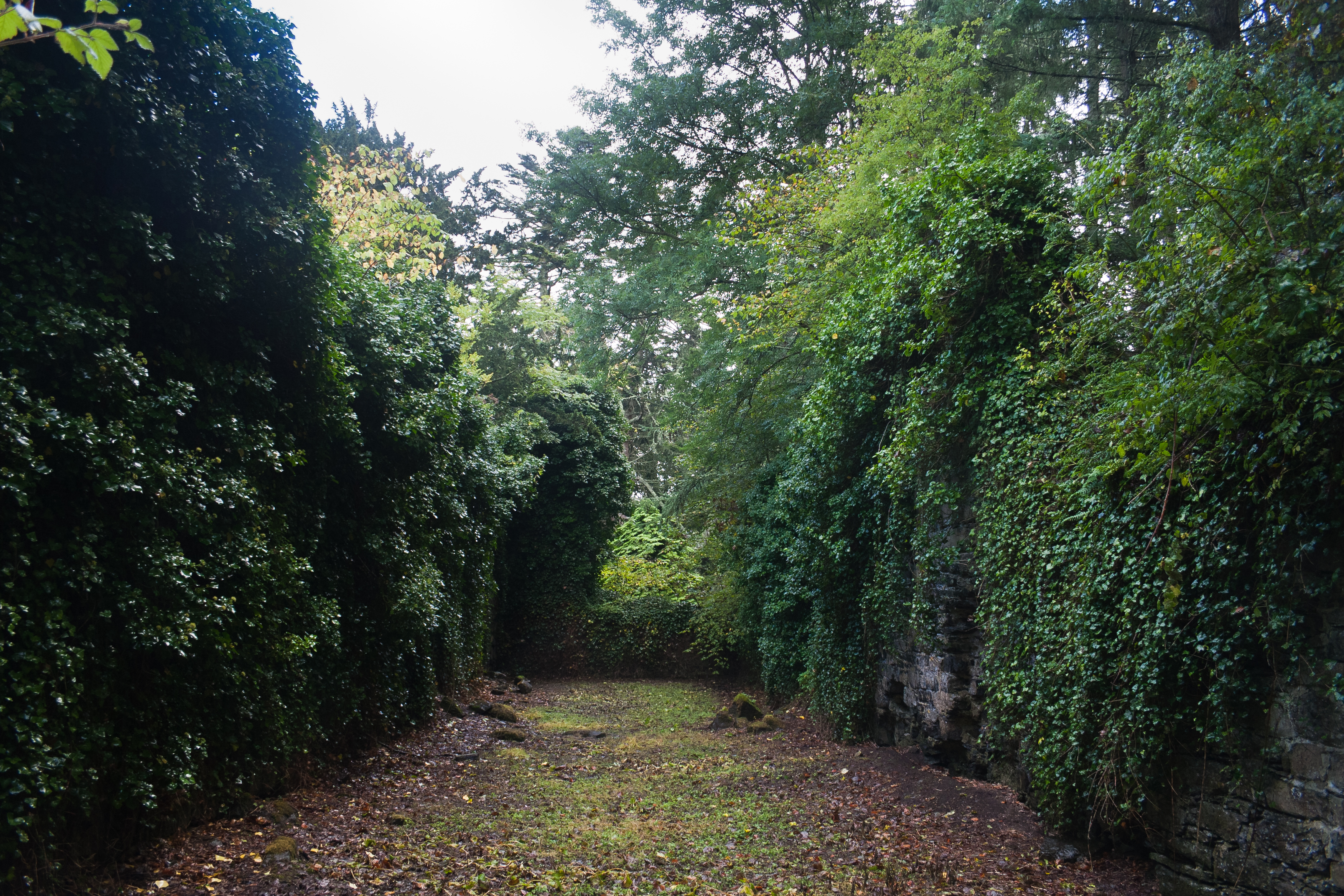
Das von Efeu völlig überwucherte Kirchenschiff mit Blick nach Osten

Das Kloster Magherabeg (englisch Magherabeg Friary, irisch Mainistir na Machaire Bige) wurde um 1430 von Niall Garbh Ó Domhnaill als Haus für weltliche Terziaren des franziskanischen Ordens in der Diözese Raphoe in Irland gegründet. 1601 wurde das Kloster von den Truppen des Niall Garbh Ó Domhnaill besetzt, der die Engländer während des neunjährigen Kriegs unterstützte. Der Besitz des Klosters fiel dann an Sir Paul Gore.
Das Kloster liegt in der Nähe zur Donegal Bay, etwa ein Kilometer südlich des 1474 gegründeten Franziskanerkloster des ersten Ordens bei der Stadt Donegal. Es liegt heute in einem kleinen Park inmitten eines Baumbestands an der N15.
Das erste schriftliche Nachweis der Terziaren in Irland ist auf 1426 datiert. Die Bewegung wurde insbesondere in dem gälisch geprägten Irland populär, und die observanten Brüder des ersten Ordens bereiteten häufig ihren Weg. In Donegal waren aber die Terziaren mehrere Jahrzehnte vorher da, bevor es der Ehefrau des Gründers, Nuala Ní Dhomhnaill, zusammen mit ihrem Sohn Aodh Rua Ó Domhnaill gelang, ein Kloster für observante Franziskaner zu gründen, das zu einem der einflussreichsten Häuser der Franziskaner im 15. und 16. Jahrhundert werden sollte.
Erhalten sind die Mauern einer Kirche mit den Innenausmaßen 28,65 × 6,73 Meter und Grundmauern sich auf der Nordseite anschließender Gebäude. Eine Abtrennung des Chors lässt sich nicht erkennen. Die Nord- und Südwände erheben sich teilweise bis zu 5,2 Meter Höhe, die Giebel sind hingegen nicht erhalten geblieben. Das Ostfenster war wahrscheinlich durch Maßwerk dreigeteilt. Einige Ausbesserungen sind 1981 durchgeführt worden.